# Nouveau (controlador)

Mesa /DRI and Gallium3D have different driver models. Both share a lot of free and open-source code

Illustration of the Linux graphics stack

An possible example matrix when implementing the Gallium3D driver model. Through the introduction of the Gallium3D Tracker Interface and the Gallium3D WinSys Interface, only 18 instead of 36 modules are required. Each WinSys module can work with each Gallium3D device driver module and with each State Tracker module.

Nouveau es un proyecto FOSS (Free and open source software o software libre y de código abierto en español) que tiene el objetivo de crear un controlador de hardware libre para las tarjetas gráficas Nvidia, mediante el uso de ingeniería inversa de los controladores propietarios de GNU/Linux y del hardware en cuestión. Este proyecto de la X.Org Foundation y freedesktop.org se basó originalmente en el ofuscado controlador "nv" liberado anteriormente por nvidia. El nombre del proyecto hace referencia al hecho de que "nouveau" significa "nuevo" en francés.

## Difusión
El controlador nouveau se ha utilizado como el controlador por defecto para las tarjetas gráficas Nvidia en las distribuciones GNU/Linux Fedora 11 y OpenSUSE 11.3. Se incluyó por defecto en Ubuntu 10.04 pero se también puede instalarse en la versión 9.04 y 9.10 a través de los repositorios. También se incluye en Debian.
Fedora 13 permite instalar el paquete mesa-dri-drivers-experimental, que activa la aceleración 3d experimental del driver. En Ubuntu 10.10 se la puede activar mediante el paquete libgl1-mesa-dri-experimental. Esta en consideración incluir los paquetes de aceleración 3d por defecto en Ubuntu 11.04, para mejorar el soporte de Unity.
Sam Spilsbury, jefe de mantenimiento de Compiz, recomienda nouveau como controlador para tarjetas nvidia.

## Herramientas
El proyecto utiliza varios programas hechos a medida para la ingeniería inversa, como MmioTrace y Renouveau.